# Pluton łącznikowy nr 2

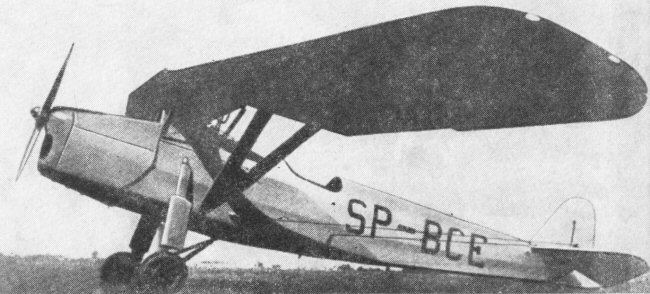
RWD-8 - samolot łącznikowy

Pluton łącznikowy nr 2 – pododdział lotnictwa łącznikowego Wojska Polskiego w II Rzeczypospolitej.
Jednostka Lotnictwa Dyspozycjnego Naczelnego Wodza we wrześniu 1939.

## Opis plutonu
Charakterystyka:
- Dowódca: ppor. rez. pil. Stanisław Filipowicz
- Miejsce stacjonowania: lotnisko Okęcie
- Wyposażenie: 3 samoloty RWD-8
- Uwagi: w dyspozycji Sztabu Głównego WP.